# Visningshallen
Visningshallen var en byggnad i Falkenberg.
Byggnaden invigdes 9 februari 1938. Sven Lindahl och Helge Danner hade ritat byggnaden åt Hushållningssällskapet. På plats fanns då bland annat landshövding Hilding Kjellman, jordbruksminister Axel Pehrsson-Bramstorp och riksdagsman Anders Andersson. 
Ursprungligen hade nedervåningen en stor hall där livdjursauktioner genomfördes, medan övervåningen hade en veterinär- och en husdjursavdelning. Efterhand ändrades hallens användningsområde. De sista livdjusauktionerna hölls under 1980-talet, medan Falkenbergs Bordtennisklubb spelat i hallen sedan 1967. Byggnaden renoverades och gjordes om till ett allaktivitetshus 1988, samtidigt som bordtennisklubben tillsammans med småföretagare och pensionärsföreningar tog över som ägare. Byggnaden revs under 2006-2007, för att senare ersättas av en evenemangshall, Falkhallen.